# Guamaré
Guamaré est une municipalité brésilienne située dans l'État du Rio Grande do Norte.